# Distrito de Minamiuonuma
Minami-Uonuma (南魚沼郡, Minami-Uonuma-gun) é um distrito localizado na  Niigata (prefeitura), Japão.
Em 2003, o distrito tinha uma população estimada de 72.908 e uma densidade de 77,41 pessoas por km². A área total é de 941,82 km².

## Vilas e aldeias
- Yuzawa

## Fusões
- Em 1 de novembro de 2004 as vilas de Muika e Yamato foram fundidas para formar a cidade de Minamiuonuma.
- Em 1 de outubro de 2005 a vila de Shiozawa também foi fundida na cidade de Minamiuonuma.